# クブシュ
クブシュ（ポーランド語：Kubuś）は、第二次世界大戦中の1944年、ポーランドで起きたワルシャワ蜂起の際に装甲兵員輸送車として製作された即製の装輪装甲車（即製戦闘車両）である。民生用トラックをベースに1両が製作されただけだが、蜂起終盤の攻防で活躍、ワルシャワ蜂起を象徴する存在として現在も保存され、レプリカも製作されている。

## 開発
クブシュは、ワルシャワ市内ポヴィシュレ地区（Powiśle、ワルシャワ市中央区（Śródmieście：シュロドミエスチェ）の南部）のポーランド国内軍部隊「クリバル（Krybar）」によって製作された。その目的は、強力なドイツ軍がこもり、ポヴィシュレ地区と市中心との連絡を断ち切っているワルシャワ大学に攻撃を仕掛けるにあたり、10名内外の兵士を乗せて大学敷地まで輸送することで、それには大学の門に設置された火点からの銃撃に耐える必要があった。
製作は1944年8月10日に始まった。ベースとなったのは、市内の発電所が保有していたシボレー・モデル157で、もともとは木炭自動車仕様だったが、装甲車への改修に際してガソリン燃料に戻された。これに入手できるだけの雑多な材料で装甲が施された。
もともと人員の乗降用には後部にメインハッチが設けられるはずだったが、薄い装甲板で防御力を得るために二重装甲になっておりハッチの構造が難しくなること、避弾経始のために傾斜した面のハッチは重さがかかり開閉に支障が出ること、それら技術的課題を解決するだけの時間的余裕がないことなどから実現せず、シャーシフレーム外側左右の床面に設けられた緊急脱出用ハッチが唯一の出入口となった。しかし、武器を携行したまま狭い床下をくぐって乗降するのは難しく、これはクブシュの大きな弱点となった。
製作チームを率いたのは、戦前、PZLで働いていたヨゼフ・フェルニク（コードネーム「グロブス」）で、彼は8月初めにマリエンシュタット地区からポヴィシュレ地区へと移ってきた。医師であった彼の妻はマリエンシュタットで焼死し、7歳の息子は重傷を負っていた。製作中の装甲車は、彼の妻のコードネームにちなんで「クブシュ」と名付けられた。クブシュは本来、男性名であるヤクブ（Jakub）の愛称で、また、戦前からポーランドで広く親しまれていたA・A・ミルンの児童小説、「くまのプーさん」のポーランド名でもある（Kubuś Puchatek）。
製作されたクブシュには、攻撃隊員の一人でもあったスタニスワフ・コップフ士官候補伍長（コードネーム「マラーシュ（画家）」）の手によって迷彩塗装が施された。
クブシュの製作は、8月23日の攻撃当日まで続けられた。

## 戦歴

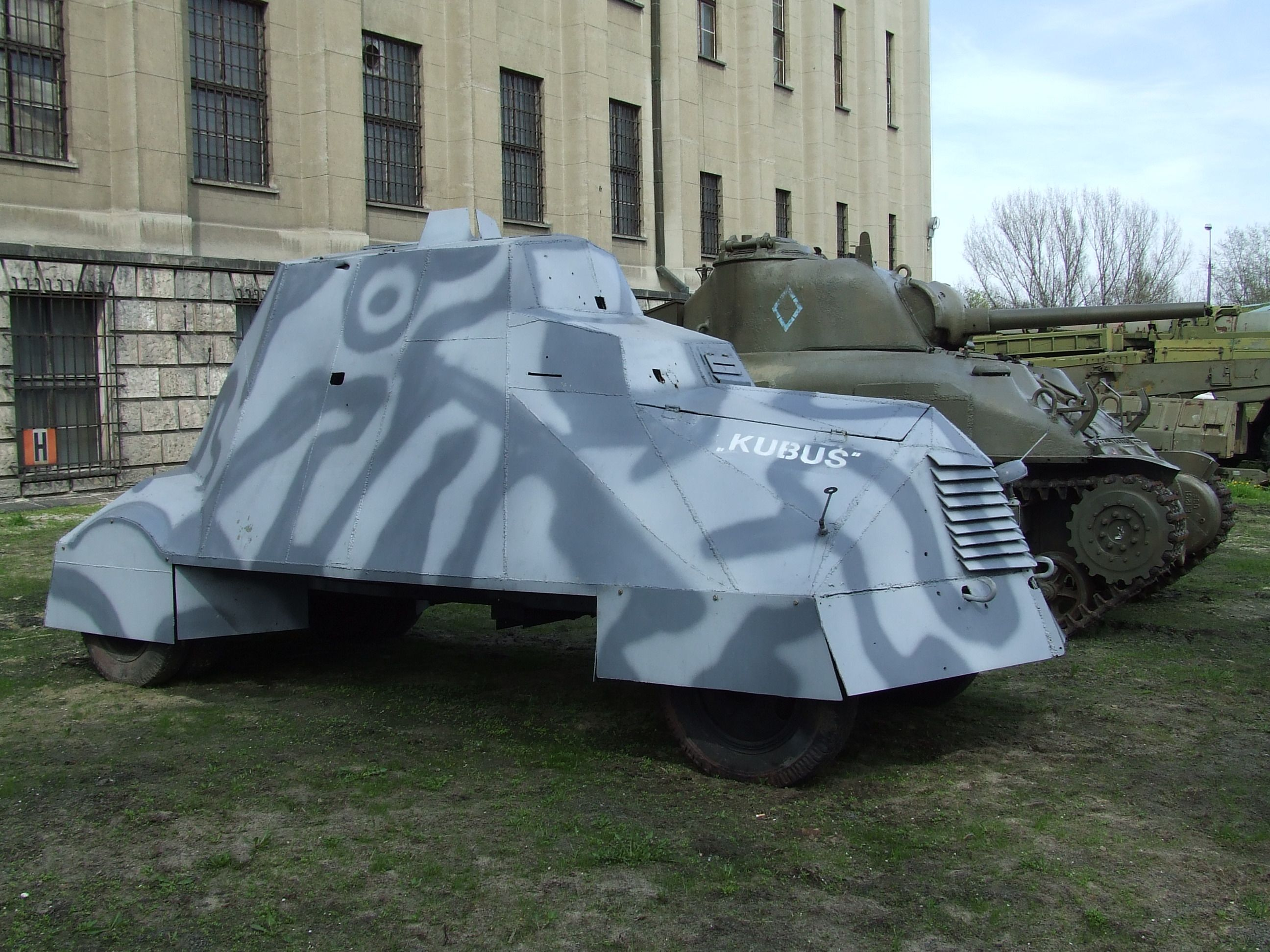
ポーランド陸軍博物館に現存する、レストアされた実車

8月23日午前4時頃、クブシュはドイツ軍から鹵獲したSd.Kfz.251D型装甲兵員輸送車1両（固有愛称「ヤシュ」、第1次攻撃後に「シャーレ・ヴィルク（灰色狼）」と改称）とともに装甲小隊を形成して出撃した。クブシュには、「ミシュ（テディベア）」タデウシュ・ジェリニスキ士官候補軍曹を指揮官に、運転手「アナスタシア」フィヤウコフスキ軍曹、ほか兵員10名が乗り込んだ。
2両は大学正門のドイツ軍拠点に攻撃を仕掛け、手製の爆弾で門を破壊した後、クブシュは門内に侵入することに成功した。しかしドイツ軍の強固な抵抗に会い、撤退を余儀なくされた。撤退の際、一時クブシュはエンジンが掛からず危機的状況に陥ったが、間一髪で再始動に成功。逃走中に今度は街灯に激突して損傷を受け、車体が転倒しかけたものの、これもかろうじて乗りきることができた。
大学敷地そのものの解放には至らなかったが、この攻撃はドイツ軍に、地区の国内軍が予想以上に強力な装備で固めていると思わせ、また国内軍部隊の士気を上げる役も果たした。
この後、クブシュは頂部のハッチ前に機銃マウントと防盾を装着する改造を受けた。また、操縦手の著しい視界不良が街灯柱との衝突事故を招いたことから、視察口が広げられるとともに、鹵獲したドイツの兵員輸送車から持ってきた防弾ガラスが組み込まれた。

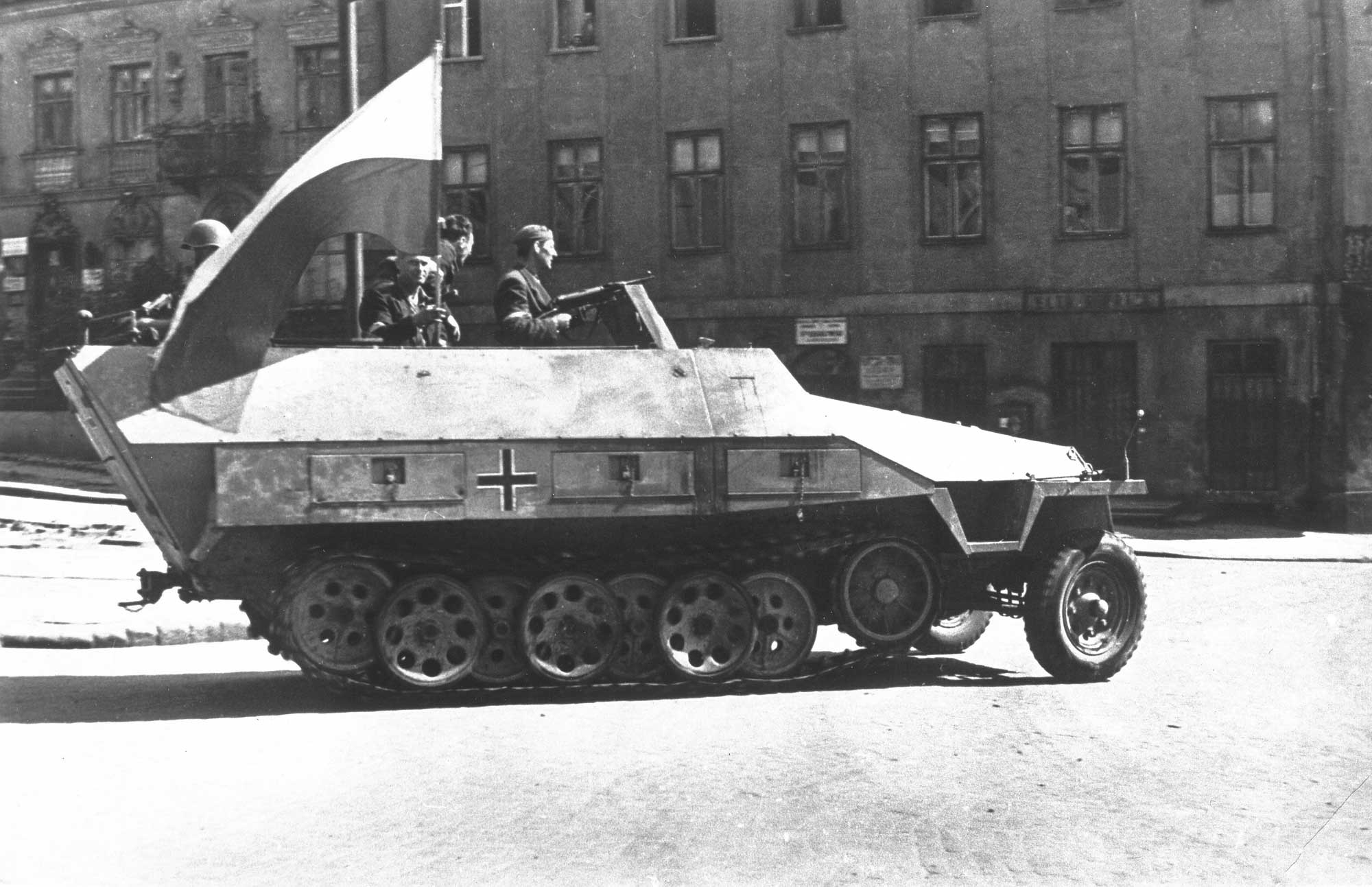
クブシュとともに2度の攻撃に参加した「クリバル」部隊のSd.Kfz.251「灰色狼（シャーレ・ヴィルク、Szary Wilk）」

9月2日、クブシュは再度、Sd.Kfz.251とともにワルシャワ大学敷地への攻撃に参加した。大学横の門に対し、「クリバル」の兵士が攻撃を行う間、クブシュはその火力支援を行い、さらに門のバリケードに体当たりを仕掛けたが、ドイツ軍の銃撃により損傷、またしても撤退を余儀なくされた。
続く数日間に、ポヴィシュレ地区でのドイツ軍はますます圧力を増し、「クリバル」も市中心部への撤退が決定された。クブシュの移送も検討されたものの、その場合、途中の少なくとも2か所のバリケードの存在が問題となった。結局、クブシュの移送のためにバリケードを一時解体する許可も下りず、移送は不可能と判断されてクブシュの放棄が決定された。9月6日、クブシュは始動できないようエンジンの補機類が取り外されて、部隊の拠点であったオクルニク通りの公園に放棄された。

## 戦後
終戦後まで、クブシュはそのまま公園に残されていたが、1959年になり、ポーランド陸軍博物館（Muzeum Wojska Polskiego w Warszawie）に移送・収容された。1967年になり、損傷していたシャーシは戦後のソ連設計のトラック、GAZ-51「ルブリン」（ポーランドのルブリンでライセンス生産されていた）のものを使って補修、その後自走可能状態までレストアされた。

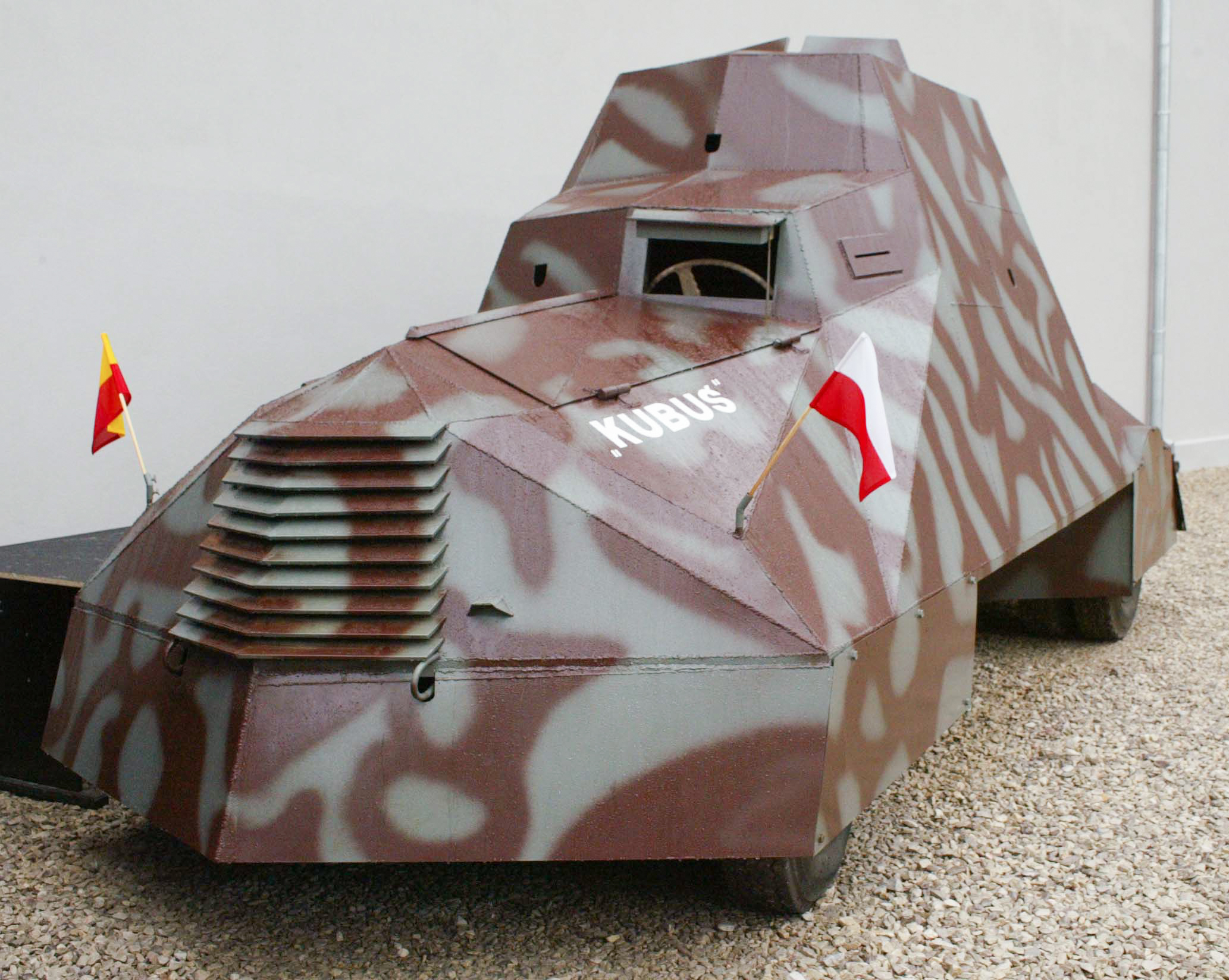
ワルシャワ蜂起博物館が所蔵するレプリカのクブシュ

一方、ワルシャワ蜂起60周年である2004年に開設されたワルシャワ蜂起博物館（Muzeum Powstania Warszawskiego）では、記念事業としてクブシュのレプリカ製作が企画され、コンペの結果、アンティーク車輛愛好家のユリウス・シウジンスキが権利を得て実際の製作にあたった。レプリカのベース車輛には寸法が近いポーランド国産のスター25トラックが選ばれ、約50000ズウォティをかけて改造・装甲ボディの架装が行われた。レプリカ製作にあたっては、観光客も乗降できるように車体にハッチを新設する案もあったが、史実に反するとして採用されなかった。完成したレプリカはワルシャワ蜂起博物館に収められているが、同車輛も自走が可能で、ポーランド陸軍博物館の実車同様、各種イベントに参加している。

## 参考資料
- Improvised Armored Car "Kubus"
- Jan Tarczyński, Pojazdy ARMII KRAJOWEJ w Powstaniu Warszawskim, wkł, Warszawa 1994
- ワルシャワ市HP, Samochód pancerny "Kubuś"